# Ronde van Guangxi 2017 (mannen)
De 1e editie van de Ronde van Guangxi is een wielerwedstrijd die startte op 19 oktober en eindigde op 24 oktober 2017. De ronde maakte deel uit van de UCI World Tour 2017. De Belg Tim Wellens van Lotto-Soudal won de Ronde van Guangxi. De Nederlander Bauke Mollema won zilver. Nicolas Roche vervolledigde het podium.

## Deelnemende ploegen
| 18 UCI World Tour-ploegen | 18 UCI World Tour-ploegen | 18 UCI World Tour-ploegen | 2 wildcards            |
| ------------------------- | ------------------------- | ------------------------- | ---------------------- |
| AG2R La Mondiale          | Dimension Data            | Orica-Scott               | Caja Rural-Seguros RGA |
| Astana                    | FDJ                       | Quick-Step Floors         | Nippo-Vini Fantini     |
| Bahrein-Merida PCT        | Katjoesja Alpecin         | Sky                       |                        |
| BMC Racing Team           | LottoNL-Jumbo             | Sunweb                    |                        |
| BORA-hansgrohe            | Lotto Soudal              | Trek-Segafredo            |                        |
| Cannondale-Drapac         | Movistar                  | UAE Team Emirates         |                        |
|                           |                           |                           |                        |
|                           |                           |                           |                        |

## Etappe-overzicht
| Etappe | Datum      | Start - Finish                      | Afstand | Type       | Winnaar           | Klassementsleider |
| ------ | ---------- | ----------------------------------- | ------- | ---------- | ----------------- | ----------------- |
| 1      | 19 oktober | Beihai – Beihai                     | 107 km  | Vlakke rit | Fernando Gaviria  | Fernando Gaviria  |
| 2      | 20 oktober | Qinzhou – Nanning                   | 156 km  | Vlakke rit | Fernando Gaviria  | Fernando Gaviria  |
| 3      | 21 oktober | Nanning – Nanning                   | 125 km  | Vlakke rit | Fernando Gaviria  | Fernando Gaviria  |
| 4      | 22 oktober | Nanning – Mashan Nongla Scenic Spot | 151 km  | Heuvelrit  | Tim Wellens       | Tim Wellens       |
| 5      | 23 oktober | Liuzhou – Guilin                    | 212 km  | Heuvelrit  | Dylan Groenewegen | Tim Wellens       |
| 6      | 24 oktober | Guilin – Guilin                     | 168 km  | Heuvelrit  | Fernando Gaviria  | Tim Wellens       |

## Klassementenverloop
| Rit         | Winnaar           | Algemeen klassement | Puntenklassement | Bergklassement | Jongerenklassement | Ploegenklassement |
| ----------- | ----------------- | ------------------- | ---------------- | -------------- | ------------------ | ----------------- |
| 1           | Fernando Gaviria  | Fernando Gaviria    | Silvan Dillier   | Rémi Cavagna   | Fernando Gaviria   | UAE Emirates      |
| 2           | Fernando Gaviria  | Fernando Gaviria    | Fernando Gaviria | Silvan Dillier | Fernando Gaviria   | UAE Emirates      |
| 3           | Fernando Gaviria  | Fernando Gaviria    | Fernando Gaviria | Silvan Dillier | Fernando Gaviria   | UAE Emirates      |
| 4           | Tim Wellens       | Tim Wellens         | Fernando Gaviria | Nicolas Roche  | Julian Alaphilippe | BMC Racing Team   |
| 5           | Dylan Groenewegen | Tim Wellens         | Fernando Gaviria | Daniel Oss     | Julian Alaphilippe | BMC Racing Team   |
| 6           | Fernando Gaviria  | Tim Wellens         | Fernando Gaviria | Daniel Oss     | Julian Alaphilippe | BMC Racing Team   |
| Einduitslag | Einduitslag       | Tim Wellens         | Fernando Gaviria | Daniel Oss     | Julian Alaphilippe | BMC Racing Team   |

## Eindklassement
| Algemeen Klassement |                    |                     |           |
| Plaats              | Naam               | Ploeg               | Tijd      |
| Rode trui           | Tim Wellens        | Lotto-Soudal        | 20u59'49" |
| 2                   | Bauke Mollema      | Trek-Segafredo      | +6"       |
| 3                   | Nicolas Roche      | BMC Racing Team     | +11"      |
| 4                   | Julian Alaphilippe | Quick-Step Floors   | +15"      |
| 5                   | Ben Hermans        | BMC Racing Team     | +18"      |
| 6                   | Matej Mohorič      | UAE Emirates        | +24"      |
| 7                   | Wout Poels         | Team Sky            | z.t.      |
| 8                   | Silvan Dillier     | BMC Racing Team     | +29"      |
| 9                   | Rein Taaramäe      | Katjoesja-Alpecin   | z.t.      |
| 10                  | Mekseb Debesay     | Team Dimension Data | +31"      |

Mannen: 2017 · 2018 · 2019 · 2020 · 2021 · 2022 · 2023 · 2024 · 2025
Vrouwen: 2017 · 2018 · 2019 · 2020 · 2021 · 2022 · 2023 · 2024 · 2025
 Tour Down Under ·
 Great Ocean Road Race ·
 Abu Dhabi Tour ·
 Omloop Het Nieuwsblad ·
 Strade Bianche ·
 Parijs-Nice · 
 Tirreno-Adriatico · 
 Milaan-San Remo ·
 Ronde van Catalonië ·
 Dwars door Vlaanderen ·
 E3 Harelbeke ·
 Gent-Wevelgem ·
 Ronde van Vlaanderen ·
 Ronde van Baskenland ·
 Parijs-Roubaix ·
 Amstel Gold Race ·
 Waalse Pijl ·
 Luik-Bastenaken-Luik ·
 Ronde van Romandië ·
 Rund um den Finanzplatz Eschborn-Frankfurt ·
 Ronde van Italië ·
 Ronde van Californië ·
 Critérium du Dauphiné ·
 Ronde van Zwitserland ·
 Ronde van Frankrijk ·
 Clásica San Sebastián ·
 Ronde van Polen ·
 RideLondon Classic ·
  BinckBank Tour ·
 Ronde van Spanje ·
 EuroEyes Cyclassics ·
 Bretagne Classic ·
 GP van Quebec ·
 GP van Montreal ·
 Ronde van Lombardije ·
 Ronde van Turkije ·
 Ronde van Guangxi